# Бурел
 Тази статия е за областта.  За града в Албания вижте Бурел (град).  
Бурѐл е историко-географска област в Западна България и Западните покрайнини (Южна Сърбия), като в нейната централна част е разположена Бурелската котловина, най-западната котловина от Задбалканските котловини. „Бурел за пръв път в нашата литература се споменава от Иречека, който казва, че покрайнината брои около 20 села, но изброява само пет от тях“ (Дрончилов 1923: 8). Простира се на площ от 172 кв. км по протежението на шосето Драгоман – Трън, в най-западната част на България, в съседство с Калотина и гранично-пропускателния пункт за Република Сърбия. По-конкретно се намира „между Алдомировско поле, Граово, Знеполско, долината на Невлянска река, долината на р. Ежовица и Драгоманско блато.“ (Дрончилов 1923: 7). Визирайки съседните на Бурел области Краище, Граово, Знеполско, Дерекул, Забърдие и Висок, Дрончилов отбелязва като важен факта, че „на сравнително малко пространство се обособяват множество покрайнини с отличия във физически тип, говор, носия и други особености“ (1923: 7). През изминалите сто години са настъпили промени в ударенията на имената на селищата, което в някои случаи води до замяна на един гласен звук с друг. Цáцуровци официално се изписва Цацаровци и съответно се изговаря по втория начин. Нóво селó се изговаря като Нóво село. Владѝславци се изговаря от местните като Владѝсловци, но за официално все повече се налага името Владислáвци.
Известни са няколко версии за името на самата област: „а) от Бур, на старобългарски означава варовик. Районът е наситен с варовици, бели глини и лигнитни въглища, поради което, още с идването си, аспаруховите потомци го кръстили съвсем удачно Бурел; б) от буре – формата, която има котловината; в) от буря – там най-често се разтоварват градоносните облаци“ (Богомилов 2012: 212).
Съществуват множеството предадени чрез народната памет сведения за наличието на селища и пътни артерии в Бурела от късно римско време. Паметници от този период включват грамадни постройки при Владиславци, Несла и Габер, гробници при Владиславци и Габер, колони при Чуковезер, бронзова статуя и жертвеник с надпис на гръцки от Габер. Всички изброени се посочват от местните и са повод за тяхната гордост, а археологическите работи в района продължават и до днес. „Спасителните разкопки, проведени през 2015 г. край с. Чуковезер хвърлят допълнителна светлина върху историята на населението в гореспоменатия период. Особено интересен е тракийският некропол, открит през същата година и датиран между X и XI в. пр. н.е., при който са открити златни накити, гърне с монети и други богати находки, което е прецедент в изучаването на региона, имайки предвид скромните по съдържанието си на скъпоценности археологически паметници. На същото място при с. Чуковезер са открити постройки от III – IV в. от н.е., отнасящи се към късноримския период“. Край същите села – Владиславци, Несла, Чуковезер – има данни за наличие на предисторически селища от неолита. Следите от някогашни поселения дават името Селище и Църквище на местности в бурелските села.
Според Дрончилов от попадането на областта в пределите на българската държава по времето на хан Омуртаг до времето на написването на антропогеографското му проучване, Бурел никога не е влизал в пределите на сръбската държава. Областта пада под османско иго през 1386 г., след превземането на София, в нея не са били заселвани турци, затова и турският език е „току-речи непознат“. (Дрончилов 1923: 36) Това твърдение остава вярно и до днес.
Ивайло Богомилов открива свидетелства за съществуването на селищата в османо-турски документи от ХV – ХVІІ век. „Въз основа на сведенията може да се проследи развитието на селищната система като се сравнят броя на домакинствата и приходите от тях през ХV век с броя на домакинствата през ХVІІ век. Често липсват сведения за много от селищата през ХVІ и ХVІІ век, което говори за загиване на стари поселения. В резултат на премествания се създали нови. Причините за това явление били няколко: войните между Свещената лига и Османската империя, кърджалийските размирици, окрупняването на селата от турските власти, развитието на чифлишките стопанства, бягства от чума или наказания от турците и др. Развитието на селата и поселищните отношения се проследяват по-подробно през ХVІІІ и ХІХ век. Преди това районът бил слабо населен, а по-голяма част от него била заета от пространни гори. По това време са съществували почти всички днешни села с изключение на Чеканец, Горно Ново село, Цацаровци, Грълска падина, Манаф-чифлик и Камбелевци“ (Богомилов 2012: 200).
Същият изследовател разделя селищата на три групи:
~ постоянно съществуващи през периода ХV – ХVІІ век – били разположени на важни пътища, които водели до София, Цариброд и Пирот;
~ възникнали през ХVІІ в. поради преселнически движения на населението – Габер, Горно ново село и Цацаровци, като за последните две се акцентира върху ролята на чифлиците за разрастването им през ХVІІІ и ХІХ век;
~ възникнали през ХVІІІ и ХІХ век. – най-многобройната група, също били обвързани със създаването на турски чифлици или с отдаването на земя на изполица, изключение на две села – Ярловци и Чуковезер, за които информацията е оскъдна.
В края на XVIII и началото на XIX столетие се заличават каквито и да е следи от изминали епохи на разцвет. По това време в района се подвизават кърджалии, а през 1811 и 1837 г. населението е застигнато и от чумни епидемии. „Множеството останки от черкви и монастирчета в една покрайнина, която не е имала никакъв храм, ни подсещат, че не преди много столетия нашата покрайнина я е сполетяло грозно опустошение, но за него нямаме нито предания, нито някакви сведения, въз основа на които бихме могли да кажем нещо по-положително за времето, когато се е случило това. (…) Развитието на поселищните отношения в Бурела може да се проследи само през последните две столетия: XVIII и XIX век.“ (Дрончилов 1923: 118). Авторът споделя, че „и до ден-днешен се приказва за буйствата на кърджалиите и за опустошенията, които е причинила чумата“ (Дрончилов 1923: 36). Сто години след изследването му обаче историите са забравени от местните хора, а за епохата на османското владичество се говори като за отдавна отминала, едва ли не „друг“ свят, за който „старите“ са разказвали, но разказите им са отшумели и забравени. В почти всеки разказ обаче се споменават историите за турците чифликчии, най-вече от периода на Освободителната война, когато въпросните е трябвало да напуснат имотите си.
„Имало е у Камбелевци чифлик турски. (…) Баба ни е разказвала, вика като тръгне тоа господарина на чифлика къде е, по селата, колят му кокошки, прават баници, готват, той дойде. А момичета къде е имало, събират ги и ги крият.“
„Начево – турци са го гледали, обаче когато става войната, си заминават. Тръгват турците и му дават едни дисаги златó. Бай Велине, ако се върнеме, че делиме, ако се не върнеме – жив и здрав да си. С негов па внук бе’ме колеги – Бончо Велинов. И той ми е казал това.“
„Било е гора и тука, щото имаме Хайдушки кладенец – хайдути са се крили. И тогава те са палили гората и като сутрин станем „брее, па пуши“. Турците…“
„Манастирци – техното село е Манастирище, то е горе в Стара планина. И турчинът е харесал една много хубава булка и почнал да я закача и казал, че ше я влачи, ше я открадне. И той го ‘земе мъжа една вечер, го убива. Като натоварва оттам, та през нощта беж с кола, давай, давай, давай, докъде са минали през тъмницата, кое Бучин проход. И тука идват и се там под Камъка заселват.“
„Деда му е бил малък, и турците вече гонат ги. И у Белевото на егрек имало колиба (…) И тръгнали турците (…) турците не са тормозили тука у селото, не е имало проблем. (…) Къщата била тамо, горе край Кремичана некъде, местност, и дошли турците и тръгнали, ама са общували изглежда с тия хора на Петър, с Шадийните. И дошъл некъв турчин и казал „Дайте ми това дете, да га водим у Анадола, човек да га напраим“. А детето се уплáши толко много, толко се уплáши, било е малко нали, те са си имали некъв страх. И се скрие под лесáра – не креват, ами лесáрек – било тараба, дървения, скован нар, душека е бил пълен със слама, и отдоле. И са чекали дока да дойде чичо му, на Петър Арсин на деда му чича, детето тогава излезнало.“
„Като се изнасят турците, на Евтим деда му (в Големо Белево) купи конако, къде са Евтим живее. Там натам като погледнеш, на Евтим у двора има каменье, те тамо е било конако. Там са отседали турците като пътуват, и там по връовете са копали парите. Тогава купуват у Големо Белево чифлика тия, Крумините.“
Между 1865 г. и Освободителната война в Бурела се настаняват и черкези, които извършват системни кражби. Селото им се намирало около Бахалин. На негово място са живели преди това татари, които били преселени в Божурище и за които се пазят добри спомени.
От края на 1877 г. до май 1879 г. областта е окупирана от сръбски войски, които в крайна сметка го предават на руснаците. През 1885 г. следва повторно окупиране от сръбска страна. След Освобождението Бурел остава административно част от Брезнишка околия, Трънски окръг, а при сливането на Брезнишката и Трънската околия, към нея се прикрепят само Брусник, Пищане и Повали-ръж, а всички останали – към Царибродска. След като Цариброд е присъединен към Сърбия според Ньойския договор, околийският център става Годеч. Дрончилов определя това като „неестествено“ за Бурела, понеже градът е много отдалечен и „не е свързан с що-годе по-сносен път с него“ (Дрончилов 1923: 12).
Към 1921 г. бурелските села са се групирали по няколко в общини.
~ Габерска – Камбелевци, Габер, Чорул.
~ Горно Романска – Брусник, Пищане, Повали-ръж + четири граовски.
~ Драгоманска – Бахалин, Чуковезер, Ярловци, Драгоил и Драгоман.
~ Неделишка – Ялботина, Чеканец, Манаф чифлик, Неделище, Ново село, Грълска падина, Круша, Несла, Владиславци и Вишан.
~ Драготинска – Драготинци, Цацуровци и Табан
За Владиславци прогнозата е била, че като прецедентен случай ще се отдели и ще формира самó община. Както ще изясним в следващата част от изложението, това не само не се случва, но и общините се разпадат до пределния момент, в който остава само новата, но разрастваща се през 20-те години Драгоманска община.

## Географска характеристика
Котловината е ограничена от западните разклонения на планината Чепън (част от Стара планина) на север, Завалска планина и Вискяр на юг и планината Гребен (в Сърбия) на запад. На изток чрез вододела между реките Сливнишка и Габерска и Алдомировските височини се свързва със Софийската котловина. В тези граници заема площ от 172 км2 (само на българска територия), като дължната ѝ от северозапад на югоизток е около 15 км, а ширината ѝ 7 – 10 км. Средната ѝ надморска височина е 765 м. Най-висок връх е Видим, 965,4 м.
Оградните склонове на котловината са изградени от юрски варовици, горнокредни андезити, пясъчници и туфити, а котловинното дъно е заето от езерни утайки с находища на лигнитни въглища в близост до серо Габер. Котловината е образувана в резултат на тектонско хлътване през младия плиоцен, а през кватернера е подложена на ерозионно разчленение. Климатът е с ясно изразен континентален характер – студена зима и сравнително топло лято. Почвите са кафяви горски и чернозем-смолници. отводнява се от Габерска река, ляв приток на Нишава. В котловината има благоприятни условия за земеделие и животновъдство.
В котловината, на територията на България са разположени следните 22 села – Бахалин, Вишан, Владиславци, Габер, Грълска падина, Долно Ново село, Драгоил, Драготинци, Дреатин, Камбелевци, Круша, Начево, Неделище, Несла, Пищане, Повалиръж, Табан, Цацаровци, Чеканец, Чорул, Чуковезер, Ялботина, както и град Драгоман.
Селата в областта на територията на Сърбия са: Бански дол, Барие, Било, Верзар, Врабча, Горна Невля, Грапа, Долна Невля, Драговита, Планиница, Поганово, Прача, Скръвеница и Сливница.
В източната част на котловина преминава част от трасето на жп линията от Сливница за село Габер.
От изток на запад, от Драгоман до село Грълска падина, на протежение от 20,2 км преминава участък от третокласен път № 813 от Държавната пътна мрежа Драгоман – Трън.

## Културни забележителности
В Бурела в миналото е имало голям брой църкви, манастири, параклиси и оброчни кръстове. В някогашното село Борово, едно от най-старите бурелски села, църквите са били 4 или 5, а в околностите на селото те са наброявали десетки. Днес от тях са останали само две – „Св. Богородица“ и „Св. Троица“, а от манастирите личат руини единствено от „Св. Йоан“ и „Св. св. Кирил и Методий“. Според преданието в околностите на селото преди османското нашествие съществували няколко малки селца, но те по-късно изчезнали. В Борово има и оброчни кръстове, които местните почитат.
От манастирите в областта Бурел днес най-известен е Св. Николай Чудотворец в село Планиница построен през 1606 г.

## Домашни животни
Брой на добитъка, домашните птици и кошерите с пчели в бурелските села според преброяването на 31 декември 1910 г.
| Села           | коне | магарета | мулета | говеда | биволи | овце  | кози | свине | кокошки | гъски | пуйки | патици | кошери с пчели |
| -------------- | ---- | -------- | ------ | ------ | ------ | ----- | ---- | ----- | ------- | ----- | ----- | ------ | -------------- |
| Брусник        | 44   | 6        | –      | 112    | 2      | 1117  | 103  | 73    | 345     | 6     | –     | –      | 48             |
| Пищане         | 40   | 6        | –      | 105    | –      | 704   | 90   | 32    | 459     | –     | –     | –      | 67             |
| Повалиръж      | 41   | 2        | 1      | 75     | –      | 715   | 33   | 46    | 256     | 4     | –     | 3      | 42             |
| Драготинци     | 58   | 7        | 1      | 114    | –      | 1630  | 5    | 120   | 573     | 4     | –     | 17     | 41             |
| Цацаровци      | 70   | 1        | 1      | 126    | –      | 1671  | 97   | 131   | 584     | 3     | 3     | –      | 67             |
| Ялботина       | 58   | 4        | –      | 140    | –      | 1029  | 55   | 99    | 627     | 32    | 7     | 17     | 47             |
| Чеканец        | 23   | –        | –      | 97     | –      | 866   | 5    | 75    | 427     | –     | 26    | 112    | 56             |
| Начево         | 20   | –        | –      | 52     | –      | 461   | 8    | 49    | 336     | –     | –     | 3      | 64             |
| Неделище       | 91   | 6        | 1      | 242    | 10     | 1857  | 122  | 218   | 1763    | 47    | 17    | 16     | 154            |
| Ново село      | 23   | 5        | –      | 82     | –      | 564   | 232  | 47    | 278     | –     | –     | –      | 16             |
| Грълска падина | 14   | 1        | 1      | 31     | –      | 284   | 121  | 29    | 186     | 2     | –     | –      | 55             |
| Круша          | 59   | 2        | 2      | 160    | 4      | 1291  | 284  | 125   | 606     | 13    | –     | –      | 64             |
| Ярловци        | 114  | 16       | 4      | 191    | 3      | 2876  | 12   | 295   | 1443    | 8     | 2     | –      | 74             |
| Чуковезер      | 74   | 9        | –      | 91     | 23     | 1258  | 2    | 141   | 528     | 5     | –     | –      | 32             |
| Бахалин        | 84   | 11       | 1      | 132    | 2      | 2382  | 39   | 193   | 886     | 3     | –     | 3      | 72             |
| Табан          | 41   | 1        | 2      | 92     | –      | 781   | 15   | 94    | 496     | 7     | –     | 5      | 109            |
| Камбелевци     | 10   | 1        | –      | 24     | –      | 291   | –    | 32    | 225     | 2     | –     | 16     | -              |
| Габер          | 58   | –        | 1      | 156    | 6      | 1414  | –    | 180   | 968     | 21    | 3     | 8      | 66             |
| Чорул          | 32   | 3        | –      | 124    | –      | 1442  | 63   | 133   | 449     | –     | –     | –      | 3              |
| Владиславци    | 82   | 7        | –      | 280    | 2      | 2409  | 239  | 274   | 1392    | 3     | 3     | 15     | 92             |
| Несла          | 52   | 7        | –      | 141    | 7      | 1186  | 196  | 109   | 571     | 18    | 11    | –      | 33             |
| Вишан          | 46   | 2        | 1      | 184    | –      | 1343  | 456  | 118   | 610     | –     | 6     | –      | 95             |
| Драгоил        | 70   | 4        | –      | 237    | 3      | 1958  | 12   | 295   | 1443    | 8     | 2     | –      | 144            |
| Общо           | 1205 | 111      | 16     | 2988   | 62     | 29629 | 2189 | 2908  | 15451   | 186   | 27    | 215    | 1541           |

## Други
На Бурел е наречена улица в квартал „Иван Вазов“ в София (Карта).

## Топографска карта
- Лист от карта K-34-46. Мащаб: 1 : 100 000.